# Drukarka fiskalna

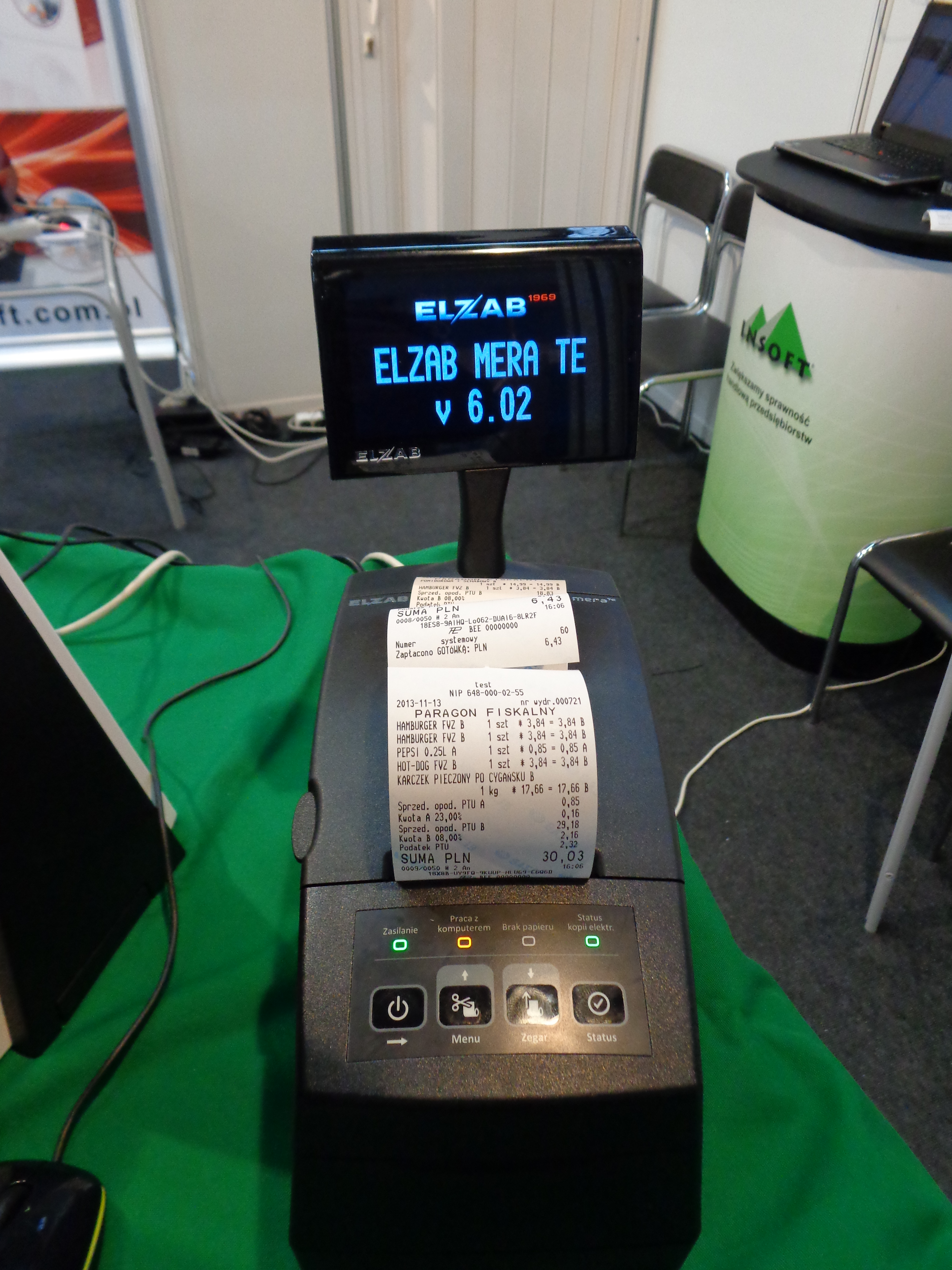
Drukarka fiskalna do systemów POS

Drukarka fiskalna − urządzenie rejestrujące przychody pochodzące ze sprzedaży detalicznej na potrzeby rozliczenia podatku (dochodowego i VAT). Aby mogła być używana w tym celu zgodnie z prawem, musi posiadać homologację.

## Informacje techniczne
W odróżnieniu od kasy fiskalnej, drukarka fiskalna nie może pracować samodzielnie (bez podłączenia do komputera) i jej zadanie polega jedynie na rejestracji oraz wydruku paragonów. Wchodzi w skład komputerowych systemów sprzedaży (np. kas POS). Do rejestracji paragonu na drukarce fiskalnej można użyć dowolnego programu komputerowego potrafiącego sterować drukarką przy pomocy złącza RS-232, USB, ethernet bądź za pośrednictwem sieci Wi-fi Programy korzystające z drukarek fiskalnych nie muszą mieć homologacji, a protokół komunikacyjny jest jawny i dostępny zwykle na stronach WWW producentów drukarek.
Modele obecnie posiadające homologację do pracy w Polsce stosują port RS-232 jako główne medium komunikacyjne. Porty USB są skonfigurowane w ten sposób, że w systemie są widoczne jako RS-232 (wirtualne porty szeregowe).

## Drukarki fiskalne w Polsce
Każdy sprzedający, którego przychody przekroczyły graniczną wartość określoną przez Ministerstwo Finansów, jest obowiązany do rejestracji sprzedaży detalicznej przy pomocy kasy fiskalnej lub drukarki fiskalnej.
Drukarka fiskalna drukuje paragony fiskalne dla klientów oraz, na rolce kontrolnej lub w formie elektronicznej (Karta pamięci), ich kopie przeznaczone do archiwizacji. Wydrukowany paragon fiskalny musi być po sprzedaży wręczony klientowi, natomiast kopie muszą być przechowywane przez sprzedawcę przez okres 5 lat.
Po zakończeniu każdego dnia sprzedaży użytkownik ma obowiązek wykonać na kasie tzw. raport dobowy fiskalny. Podczas wykonywania tego raportu całodzienny utarg zostaje trwale zapisany w niekasowalnej pamięci fiskalnej drukarki.